# Dinner in Caracas

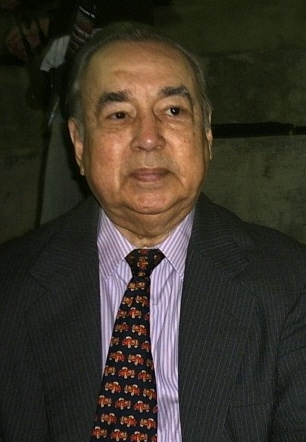
Aldemaro Romero, intérprete de Dinner in Caracas.

Dinner in Caracas es el nombre de primer álbum LP del músico, compositor, arreglista y director de orquesta venezolano Aldemaro Romero, lanzado en 1955, bajo contrato con RCA Victor.

## Historia
Este álbum fue el quinto  de la serie exitosa de grabaciones en formato LP, cuyos nombres comenzaron con la expresión "Dinner in...", ofreciendo piezas de música popular latina en arreglos orquestales estilizados. La grabación fue realizada en los días 13 y 14 de diciembre de 1954, en los estudios Webster Hall, de Nueva York, propiedad de RCA Víctor y comercializada en 1955.
El álbum Dinner in Caracas que incluyó solamente música venezolana fue considerado un trabajo brillante e innovador, que reunía creatividad y estilo, el reto para modernizar la música folclórica venezolana, actualizándola de instrumentaciones folclóricos a versiones de orquesta modernas completas, y, en el proceso, haciéndola agradable a las audiencias internacionales. Como aún no había sido difundido el sistema de  grabación multipista, este álbum fue realizado en vivo y con sistema monaural aunque las secciones de la orquesta y los solistas grabaron con sus propios micrófonos, disponiendo de los mejores equipos analógicos de la época, lo cual le otorgó un sonido excelente para los estándares del momento. Después de su éxito inicial, la cinta de este álbum fue reeditada ocasionalmente en formatos analógicos.
Después de esta grabación, Aldemaro Romero realizó en 1956, Venezuelan Fiesta también para RCA Víctor. Curiosamente, en abril de 1959, Aldemaro Romero, esta vez, bajo contrato con la empresa discográfica venezolana Discos Cymbal usó el mismo repertorio para grabar el álbum "Caracas At Dinner Time" también en los estudios Webster Hall, pero con tecnología estéreo y con la adición de la soprano estadounidense Lois Winter.
La división estadounidense de música latina de la disquera transnacional BMG reeditó por primera vez este trabajo en formato CD en el año 1993 con comentarios históricos, además del listado completo de los músicos que participaron en la grabación. Desde entonces, se han realizado nuevas reediciones en formatos digitales por parte de diferentes empresas discográficas.

## Lista de pistas

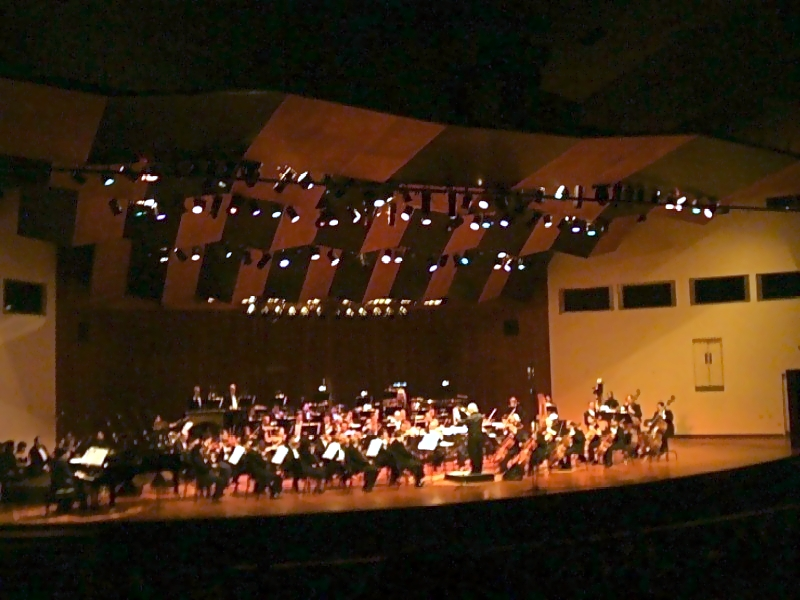
Aldemaro Romero dirigiendo la Orquesta Sinfónica Municipal de Caracas en la celebración del 50 aniversario de Dinner in Caracas.

La relación que sigue es la del disco LP publicado inicialmente en Estados Unidos. En las reediciones analógicas posteriores, el orden de los temas fue cambiado.
| Lado A |                     |                         |                       |                 |          |  |
| N.º    | Título              | Letras                  | Música                | Escritor(es)    | Duración |  |
| 1.     | «Alma llanera»      | Rafael Bolívar Coronado | Pedro Elías Gutiérrez |                 | 2:31     |  |
| 2.     | «Luna de Maracaibo» |                         | Lionel Belasco        |                 | 3:53     |  |
| 3.     | «Endrina»           |                         |                       | Napoleón Lucena | 4:56     |  |
| 4.     | «Conticinio»        | Egisto Delgado          | Laudelino Mejías      |                 | 3:11     |  |
| 5.     | «La reina»          |                         | Amable Espina         |                 | 3:39     |  |
| 6.     | «Adiós a Ocumare»   | Gregorio José Timotes   | Ángel María Landaeta  |                 | 3:46     |  |

| Lado B |                         |                  |                            |                                             |          |  |
| N.º    | Título                  | Letras           | Música                     | Escritor(es)                                | Duración |  |
| 1.     | «Sombra En Los Médanos» |                  |                            | Rafael Sánchez López                        | 2:37     |  |
| 2.     | «Serenata»              |                  |                            | Manuel Enrique Pérez Díaz                   | 2:54     |  |
| 3.     | «Dama Antañona»         | Leoncio Martínez | Francisco de Paula Aguirre |                                             | 3:41     |  |
| 4.     | «Fúlgida Luna»          |                  |                            | Anónimo, recopilada por Vicente Emilio Sojo | 2:45     |  |
| 5.     | «Besos En Mi Sueños»    |                  |                            | Augusto Brandt                              | 3:08     |  |
| 6.     | «Barlovento»            |                  |                            | Eduardo Serrano                             | 2:31     |  |

## Créditos
- Aldemaro Romero Zerpa: Dirección y arreglos orquestales.
- Bill Zeitung: Notas de presentación (idioma inglés).
- Grabado en el estudio Webster Hall (Nueva York), los días 13 y 14 de diciembre de 1954.